# مسقان
مسقان قرية سوريّة تتبع إداريّاً لمحافظة حلب منطقة أعزاز ناحية تل رفعت، بلغ تعداد سكانها 222 نسمة حسب التعداد السكاني لعام 2004.